# 黑斑月蝶魚
黑斑月蝶魚，又名黑斑頰刺魚，俗名黑斑神仙，為輻鰭魚綱鱸形目鱸亞目蓋刺魚科的其中一個種。

## 分布
本魚分布於西太平洋區，包括日本、台灣、印尼、菲律賓、馬來西亞、澳洲、關島、新喀里多尼亞、帛琉、萬納杜、東加等海域。

## 深度
水深20至45公尺。

## 特徵
本魚體卵形，吻短且鈍，口小，體黃色，雄魚體側具數條垂直的條紋，枕部至吻部具橫斑，奇鰭具淡色點，雌魚體色無條紋，尾鰭上下緣具黑色帶。背鰭硬棘15枚，軟條15至17枚；臀鰭硬棘3枚，軟條17至18枚。體長可達18公分。

## 生態
本魚棲息珊瑚礁，會性轉變，通常一尾雄魚配數尾雌魚，肉食性，以浮游生物為食。

## 經濟利用
為觀賞性魚類，不供食用。